# Nouvelle-Bretagne orientale
Pour les articles homonymes, voir Bretagne (homonymie).
La Nouvelle-Bretagne orientale (en anglais East New Britain) est une province de la Papouasie-Nouvelle-Guinée appartenant à la région des Îles. Le nord-est de l'île est constitué par la péninsule de Gazelle.
Elle se trouve, comme son nom l'indique, sur la partie orientale de l'île de Nouvelle-Bretagne.

## Géographie
La Nouvelle-Bretagne orientale comprend une partie de la zone karstique classée dans la liste indicative du patrimoine mondial de l'humanité, sous l'appellation The Sublime Karsts of Papua New Guinea.
Elle est notamment fréquentée par les spéléologues du monde entier qui y organisent presque chaque année des expéditions, notamment dans les monts Nakanaï.

## Districts et gouvernements locaux
Chaque province de Papouasie-Nouvelle-Guinée est subdivisée en districts ; chaque district est lui-même subdivisé en zones administrées par des Local Level Government (LLG) de zone. Pour les recensements, les zones LLG sont à leur tour subdivisés en circonscription (wards) puis en unités de recensement (census units).

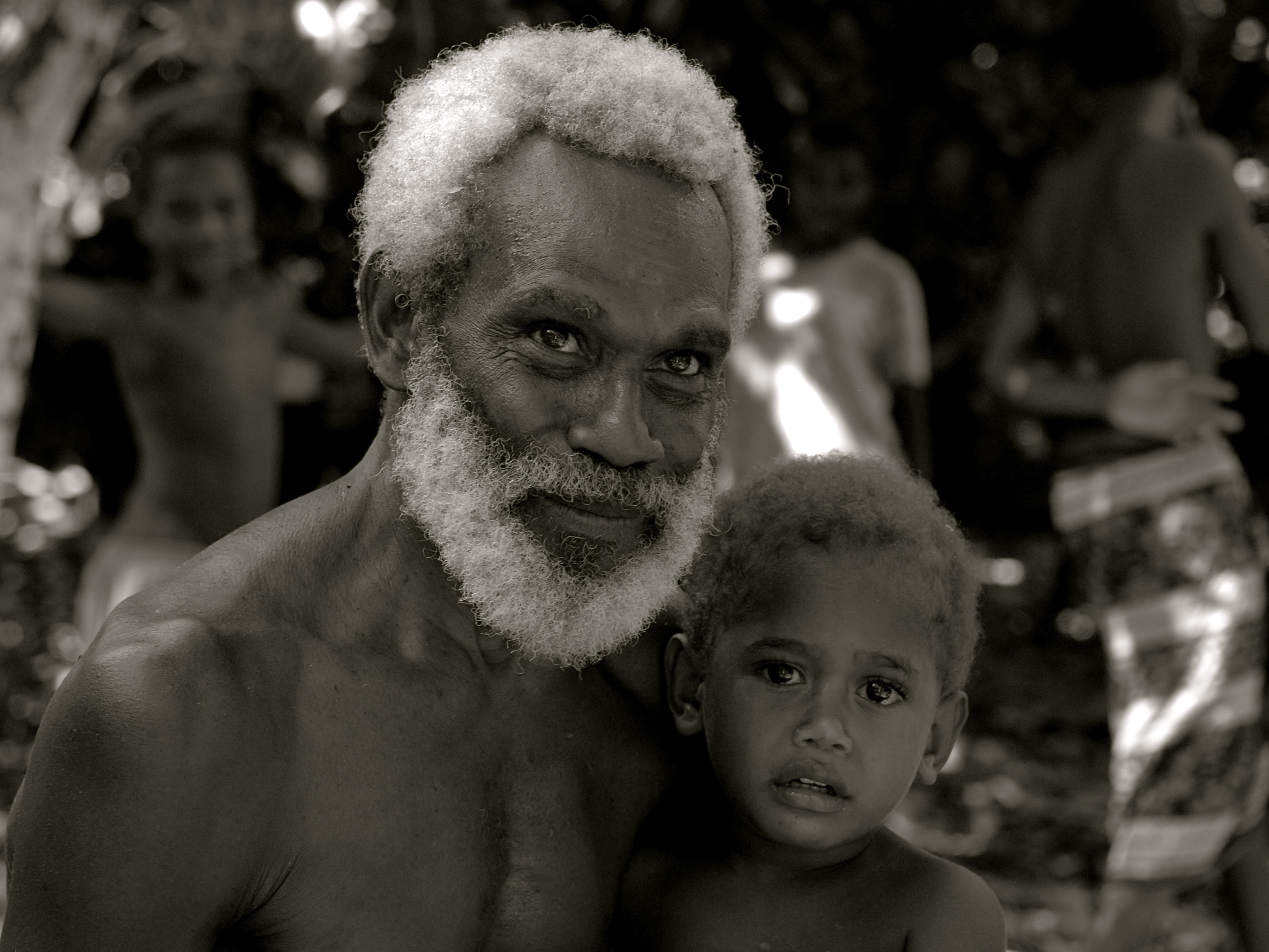
Un homme et son petit-fils en Nouvelle-Bretagne orientale.

| District            | Capitale | LLG                        |
| ------------------- | -------- | -------------------------- |
| District de Gazelle | Kerevat  | Central Gazelle Rural      |
| District de Gazelle | Kerevat  | Inland Baining Rural       |
| District de Gazelle | Kerevat  | Lassul Baining Rural       |
| District de Gazelle | Kerevat  | Livuan-Reimber Rural       |
| District de Gazelle | Kerevat  | Toma-Vunadidir Rural       |
| District de Kokopo  | Kokopo   | Bitapaka Rural             |
| District de Kokopo  | Kokopo   | Duke of York Rural         |
| District de Kokopo  | Kokopo   | Kokopo-Vunamami Urban      |
| District de Kokopo  | Kokopo   | Raluana Rural              |
| District de Pomio   | Pomio    | Central-Inland Pomio Rural |
| District de Pomio   | Pomio    | East Pomio Rural           |
| District de Pomio   | Pomio    | Melkoi Rural               |
| District de Pomio   | Pomio    | Sinivit Rural              |
| District de Pomio   | Pomio    | West Pomio-Mamusi Rural    |
| District de Rabaul  | Rabaul   | Balanataman Rural          |
| District de Rabaul  | Rabaul   | Kombiu Rural               |
| District de Rabaul  | Rabaul   | Rabaul Urban               |
| District de Rabaul  | Rabaul   | Watom Island Rural         |